# 1971年東京都知事選挙
1971年東京都知事選挙（1971ねんとうきょうとちじせんきょ）は、1971年（昭和46年）4月11日に執行された東京都知事選挙。第7回統一地方選挙の一環として実施された。

## 概説
1970年5月7日、自由民主党は都内選出の国会議員を集め、翌年の都知事選挙の候補者について協議。協議の結果、防衛庁長官の中曾根康弘、元労働大臣の石田博英、衆議院議員の石原慎太郎、参議院議員の安井謙、日本万国博覧会事務総長の鈴木俊一、警視総監の秦野章の6人にしぼられた。
同年6月21日、鈴木俊一は万博会場で自民党副総裁の川島正次郎と会った際、「話はよく分かりました。もうわざわざ足を運んでいただかなくても結構です」と立候補要請を受諾する意思を示した。安心した川島は同月23日、妻を連れてハワイへ静養旅行に出かけた。ところが同月27日に鈴木は翻意し、要請を固辞した。党都連幹事長の岡崎英城は川島に至急電話し、呆然自失となった川島は8月初めにようやく帰国した。
同年7月7日、佐藤栄作首相は秦野章と会談し、出馬要請した。秦野はその後に開いた記者会見で「自民党のやり方はなんだ。6人の候補を並べておいて鼻が高いの低いのとまるで昭和元禄田舎芝居だ。自民党幹部は都民の警察アレルギーがあるのでとかなんとか言って、私を嫌っていたそうではないか。立候補するとかしないとか以前の問題だ」とたんかを切った。週刊誌は「秦野語録」を書き立て喝采を送った。ところが7月15日、秦野は佐藤から二度目の説得を受けると「ことがらが重大なので慎重に検討してみたい」と述べ、結局、9月19日に出馬表明をした。政策発表では、環七を高速道路、一般道、地下鉄の3層構造にするなどといった壮大な開発計画を盛り込んだ『4兆円ビジョン』なる開発構想を掲げた。秦野の選対本部長には、自民党幹事長の田中角栄が就いた。
2期目を目指す現職の美濃部亮吉の陣営は、ベトナム戦争等の国政問題を一首長選に持ち込み、「ストップ・ザ・サトウ」を連呼して首相の佐藤栄作批判を展開した。スローガンの発案は小森武といわれている。
民社党の幹部の多勢は反美濃部に傾いていたが、同党は美濃部、秦野、いずれにも寄らない中立の立場を党議において確認した。
1971年3月17日、都知事選挙告示。美濃は『美濃 部亮（みの ぶすけ）』の通名使用届を東京都選挙管理委員会に却下され、『みの義和』名義での立候補。選挙ポスターを美濃部の物に酷似させる等、有権者の混乱を図り美濃部に対する減票工作を敢行した。前回の都知事選で『水戸（みのべ）』の通名使用届を却下された野々上は、今選では『第二みのべ』の通名使用届を提出したが、再却下されている。4度目の都知事選出馬の赤尾は立会演説会で「美濃部なんて死んじゃえばいいんだ」「浅沼の二の舞になるぞ」等と発言し、脅迫容疑で警視庁に連行された。久保は高知県の街宣右翼で前回の都知事選に続く2度目の都知事選。1967年から1987年まで、都知事選に通算5回立候補した深作清次郎は、この年だけは不出馬。小田は過去3回都知事選に出馬した小田俊与の実兄で、社会大衆党の元衆議院議員でもある。真壁のペンネームは篠田五郎で、楢橋渡の秘書を自称し親米建国党、三世新報社などで活動。土木建設請負業を経営する鳥羽は、第1回参議院議員通常選挙の東京都選挙区などの出馬歴を持つ。世界連邦創始者を自称し、世界連邦推進を掲げる南など、合わせて13人が立候補する活況ぶりであった。

## 文化人、芸能人らによる応援
前回の都知事選と同様、多くの文化人、学者、芸能人らが候補者の支持表明を行った。以下は支持表明または応援をした者の内訳である。
美濃部亮吉 - 有沢広巳、芥川也寸志、渥美清、淡谷のり子、いずみたく、今井正、植村環、宇野重吉、梅原龍三郎、永六輔、大江健三郎、大岡昇平、岡田茉莉子、大佛次郎、乙羽信子、開高健、香川京子、樫山文枝、木下惠介、木下順二、小島政二郎、向坂逸郎、佐藤オリエ、五味川純平、白土三平、杉村春子、千田是也、高田せい子、高峰秀子、田中澄江、谷川徹三、團伊玖磨、手塚治虫、土門拳、戸塚文子、中沢桂、中野好夫、長門裕之、長山藍子、野上弥生子、野村平爾、羽仁説子、倍賞千恵子、東山千栄子、平塚らいてう、藤原義江、前田武彦、正木ひろし、松本清張、丸岡秀子、南田洋子、宮澤俊義、棟方志功、山田洋次、山本嘉次郎、山本薩夫、吉野源三郎、我妻栄
秦野章 - 小汀利得、鳩山薫、山岡荘八、長谷川一夫、藤島泰輔、越路吹雪、村松剛、川端康成

## 立候補者
13名、五十音順。
| 立候補者名                       | 年齢 | 新旧 | 党派                           | 肩書き                                     |
| -------------------------------- | ---- | ---- | ------------------------------ | ------------------------------------------ |
| 赤尾敏 （あかお びん）           | 72   | 新   | 大日本愛国党                   | 大日本愛国党総裁、元衆議院議員             |
| 大木明雄 （おおき あきお）       | 50   | 新   | 国民社会主義大日本勤労者党     | 政治運動家、国民社会主義大日本勤労者党代表 |
| 小田天界 （おだ てんかい）       | 67   | 新   | 天命会                         | 元社会大衆党衆議院議員                     |
| 久保義一 （くぼ よしかず）       | 53   | 新   | 無所属                         | 街宣右翼                                   |
| 清水亘 （しみず わたる）         | 61   | 新   | 議会主義政治擁護国民同盟       | 政治活動家、議会主義政治擁護国民同盟代表   |
| 鈴木東四郎 （すずき とうしろう） | 73   | 新   | 無所属 （反ソ決死隊 推薦）     |                                            |
| 鳥羽照司 （とば しょうじ）       | 69   | 新   | 無所属                         | 土木建設請負業                             |
| 野々上武敏 （ののがみ たけとし） | 61   | 新   | 都政を正す会                   | 元報知新聞記者                             |
| はたの章 （はたの しょう）       | 59   | 新   | 無所属 （自民党 推薦）         | 警察官僚                                   |
| 真壁宗雄 （まかべ むねお）       | 62   | 新   | 無所属                         |                                            |
| 南俊夫 （みなみ としお）         | 59   | 新   | 世界連邦政府推進委員会         | 政治運動家、世界連邦政府推進委員会書記長   |
| みのべ亮吉 （みのべ りょうきち） | 67   | 現   | 無所属 （社会党・共産党 推薦） | 東京都知事                                 |
| みの義和 （みの よしかず）       | 31   | 新   | 政治経済日の丸評論社           |                                            |

## 選挙結果
投票率は72.36%で、前回の選挙の67.49%を上回り、東京都知事選挙史上最高投票率を記録した（前回比 +4.87%） 。この投票率は2016年の都知事選挙を終えた今でもなお破られていない。
候補者別の得票数の順位、得票数、得票率、惜敗率、供託金没収概況は以下のようになった。供託金欄のうち「没収」とある候補者は、有効投票総数の10%を下回ったため全額没収された。得票率と惜敗率は未発表のため暫定計算とした（小数3位以下四捨五入）。
|      | 順位 | 候補者名    | 党派                       | 新旧 | 得票数    | 得票率 | 惜敗率 | 供託金 |
| ---- | ---- | ----------- | -------------------------- | ---- | --------- | ------ | ------ | ------ |
| 当選 | 1    | ■みのべ亮吉 | 無所属                     | 現   | 3,615,299 | 64.77% | ----   |        |
|      | 2    | ■はたの章   | 無所属                     | 新   | 1,935,694 | 34.68% | 53.54% |        |
|      | 3    | ■赤尾敏     | 大日本愛国党               | 新   | 10,458    | 0.19%  | 0.29%  | 没収   |
|      | 4    | ■久保義一   | 無所属                     | 新   | 3,783     | 0.07%  | 0.10%  | 没収   |
|      | 5    | ■みの義和   | 政治経済日の丸評論社       | 新   | 3,636     | 0.07%  | 0.10%  | 没収   |
|      | 6    | ■清水亘     | 議会主義政治擁護国民同盟   | 新   | 2,160     | 0.04%  | 0.06%  | 没収   |
|      | 7    | ■大木明雄   | 国民社会主義大日本勤労者党 | 新   | 2,154     | 0.04%  | 0.06%  | 没収   |
|      | 8    | ■鈴木東四郎 | 無所属                     | 新   | 2,100     | 0.04%  | 0.06%  | 没収   |
|      | 9    | ■小田天界   | 天命会                     | 新   | 1,718     | 0.03%  | 0.05%  | 没収   |
|      | 10   | ■南俊夫     | 世界連邦政府推進委員会     | 新   | 1,378     | 0.02%  | 0.04%  | 没収   |
|      | 11   | ■真壁宗雄   | 無所属                     | 新   | 1,256     | 0.02%  | 0.03%  | 没収   |
|      | 12   | ■野々上武敏 | 都政を正す会               | 新   | 956       | 0.02%  | 0.03%  | 没収   |
|      | 13   | ■鳥羽照司   | 無所属                     | 新   | 730       | 0.01%  | 0.02%  | 没収   |

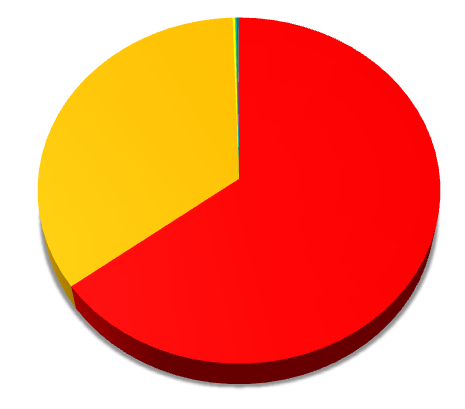
各候補の得票率（得票数の多かった順）

2期目を目指す美濃部は、「ストップ・ザ・サトウ」を連呼して当時の首相である佐藤栄作批判を展開。この当時の圧倒的な人気を生かして選挙戦を闘い、社会党・共産党の後押しを受け前回の都知事選から140万票以上を上乗せして圧勝。美濃部が獲得した約361万票は、日本の選挙における個人としての史上最高の得票数であった。この記録は、2012年東京都知事選挙において猪瀬直樹が約433万票を獲得するまで破られることがなかった。
自民党が推薦する警察官僚出身の秦野は、公約に『4兆円ビジョン』なる開発構想を掲げ都政の保守回帰を目指した。しかし、自身の舌禍が災いして公約は浸透せず、美濃部に大差で敗れた。
この他の候補では、大日本愛国党の赤尾が最上位に進出した。